# Vitt på vitt
Suprematistisk komposition: Vitt på vitt är en målning av Kazimir Malevitj från 1918.
Malevich beskrev sin estetiska teori suprematism som "den rena känslans eller perceptionens överlägsenhet inom bildkonsten." och ansåg att den ryska revolutionen 1917 hade banat väg för ett nytt samhälle där materialism skulle leda till andlig frihet. Med sin Vitt på vitt-serie, som påbörjades 1916, tänjde Malevich på gränserna för abstrakt måleri. Den första offentliga utställningen av serien visades i Moskva 1919 och målningen återfinns nu hos Museum of Modern Art i New York.